# Charles Cools
François Charles Jean Marie Cools (Lier, 28 maart 1852 - 25 juli 1935) was een Belgisch politicus voor de Katholieke Partij.

## Levensloop
Cools werd geboren in een welvarende familie van handelaars en industriëlen. Hij was de zoon van Auguste Cools sr. (1816-1892) en van Maria Van den Brande (1817-1877). Hij studeerde af in 1873 als mijningenieur aan de Katholieke Universiteit Leuven en volgde zijn vader op in de familiezaak die zich in de metaalsector bewoog. 
De familie was politiek betrokken. Zijn vader, Auguste Cools sr., was gemeenteraads- en provincieraadslid, net als die zijn broer François Cools. De broer van Charles, Auguste Cools, speelde eveneens een politieke rol als senator. De twee broers zetelden gedurende vijf jaar samen in de Senaat.
Charles Cools trouwde met Maria Alexia Van de Wijngaert, dochter van het Lierse gemeenteraadslid Cornelius Van de Wijngaert. In opvolging van zijn vader, werd Charles in 1890 provincieraadslid. Hij was secretaris van de provincieraad van 1898 tot 1907. Van 1912 tot aan zijn dood was hij ook gemeenteraadslid van Lier en vanaf 1911 was hij voorzitter van de Katholieke Kiesvereeniging in Lier. 
Bij de wetgevende verkiezingen van 1900 werd hij verkozen als plaatsvervanger van de katholieke senator Raymond de Meester de Betzenbroeck in het arrondissement Mechelen-Turnhout en toen deze in 1907 overleed volgde hij hem op. Hij vervulde dit mandaat tot in 1921. 